# Захаров, Александр Валентинович (политик)
Захаров Александр Валентинович (22 июня 1947, деревня Топорищево, Весьегонский район, Калининская область — 8 апреля 2020, Сыктывкар, Республика Коми) — советский и российский государственный деятель, депутат Верховного Совета Коми АССР XI созыва (1985–1990г.) по Усогорскому избирательному округу, министр финансов Коми АССР с 1986 года, министр финансов Республики Коми с 1994 по 2003 год, постоянный представитель Главы Республики Коми и Правительства Республики Коми в Государственном Совете Республики Коми с 2003 по 2011 годы.

## Биография
Родился 22 июня 1947 года в деревне Топорищево Весьегонского района Калининской (Тверской) области. В семье было семеро детей, школу закончил в соседнем селе Прозорово – за десять километров от деревни Топорищево. После школы поступил в Ленинградский финансово-кредитный техникум Минфина СССР.
После окончания в 1967 году был направлен по распределению в Министерство финансов Коми АССР, где начал карьеру старшим экономистом отдела госдоходов. 
1967-1970 служил в армии главным старшиной на атомной подводной лодке в составе Краснознаменного Северного флота, в 1999 году приказом Министерства обороны Российской Федерации от 12 апреля 1999 года № 87 присвоено звание подполковника.
Член КПСС с 1975 года.
В 1979 году окончил Санкт-Петербургский финансово-экономический институт (Ленинградский финансово-экономический институт им.Н.А.Вознесенского) по специальности «Финансы и кредит». К этому же году дослужился до заместителя министра финансов Коми АССР. 
8 октября 1986 года Указом Президиума Верховного Совета Коми АССР от 8 октября 1986 года назначен министром финансов Коми АССР.
Умер 8 апреля 2020 года на 73 году жизни в Сыктывкаре.

## Карьера

### Министр финансов Коми
В 1987 году Захаров А.В. запустил программу финансового оздоровления предприятий Республики путем внедрения принципов плановой и финансовой дисциплины. За основу был взял вышедший в этот же год закон о государственном предприятии (объединении).
В 1996 году был одним из разработчиков законопроекта «О первоочередных мерах по снятию социальной напряженности в Печорском угольном бассейне», который был подписан Борисом Ельциным сразу после того, как Ельцин в сопровождении Юрия Спиридонова и Захарова поднялся из шахты в Воркуте, где проходили переговоры с бастующими шахтерами.
Во время экономического кризиса 1998 года Захаров являлся сторонником привлечения заемных средств в Республику Коми в целях ее развития, был инициатором получения валютного кредита в банке «Сосьете Женераль». Большинство регионов в этот период предпочитали кредитоваться у региональных или российских банков, опасаясь кредитов в валюте. Захаров сделал ставку на банк, который может покрыть сразу все нужды региона. К 2000 году Республика Коми перестала быть дотационным регионом, превратившись в «донора». Захаров вместе с группой региональных министров финансов лоббировал в Минфине РФ изменение соотношения распределяемых доходов регионов-доноров, чтобы большая часть доходов региона оставалась в регионе. В 2001 году профицит бюджета Коми составил 322 млн рублей. В декабре 2000г. Захаров через прессу анонсировал программу выпуска облигаций государственного займа Республики Коми. Всего было проведено три выпуска, по 50 тысяч облигаций в каждом. Номинальная стоимость одной облигации — 1 тысяча рублей. Расходы бюджета республики 2000 года составляли 6 млрд рублей.
В около правительственных кругах Захарова называли «теневой глава республики». Эту же формулировку с иронией употреблял Юрий Спиридонов, Глава Республики Коми (1992–2002): «Теневой глава, не всегда выполняющий указания настоящего Главы».
В 2002 году в Коми губернатором Владимиром Тороповым было сформировано новое правительство. Согласно конституции республики кандидатура министра финансов должна быть поддержана Госсоветом — Захаров получил большинство голосов членов Госсовета. В июле 2003 Александра Захарова на посту главы Минфина Коми сменил Вячеслав Гайзер. Александр Захаров был назначен на должность постоянного представителя главы Республики Коми в Государственном Совете, в 2010 году полномочия Захарова были продлены уже губернатором Гайзером.
По итогам всероссийского исследования «Самые влиятельные люди России» проводимого Оксаной Гаман-Голутвиной вошел в список наиболее влиятельных людей Республики Коми и России. В рамках исследования было опрошено 1702 эксперта: представители бизнеса, местных администраций и общественности.

### В Госсовете Коми
В Госсовете Коми Захаров выступил автором и соавтором ряда законопроектов. В частности об установлении «потолка зарплат» муниципальным служащим. Обеспечивал взаимодействие Главы Республики Коми и Правительства Республики Коми с Государственным Советом Республики Коми, в том числе по согласованию проектов закона о республиканском бюджете на очередной финансовый год, отчетов об исполнении республиканского бюджета и других законов Республики Коми.
В 2011 году уволился с госслужбы на пенсию в ранге действительного государственного советника Республики Коми 1 класса.

## Семья
Супруга — Галина Захарова, женаты с 1973 года. Дети — сын Игорь и дочь Елена.

## Награды и звания
- Орден почета — «За заслуги перед государством и многолетний добросоветстный труд в Республике Коми» — 22 августа 1996 г.[18]
- «Заслуженный работник Республики Коми» — Указ Главы Республики Коми от 20 декабря 1995 г. № 406[19]
- Медаль «За воинскую доблесть в ознаменование 100-летия со дня рождения В.И.Ленина» (15 апреля 1970 г.)
- Медаль Жукова Г.К. — 30 декабря 1995 г.
- Медаль «300 лет Российскому Флоту» 10 февраля 1996 г.
- Медаль первого трижды Героя Советского Союза А.И.Покрышкина — 20 июля 2000 г.
- Медаль «200 лет МВД России» — 5 июня 2002 г.
- Почетный знак МЧС России «За заслуги» — 27 декабря 2002 г.
- Нагрудный знак «Отличник финансовой работы» — приказ Минфина России от 20 июня 2002 г.
- Благодарность Путина В.В. «За образцовое выполнение воинского долга и самоотверженное служение Отечеству» — 22 февраля 2002 г.
- Благодарность Министра финансов РФ «За многолетний добросовестный труд в сфере финансов» — 7 июня 2003 г.
- Знак отличия «За безупречную службу Республике Коми» — Распоряжение Главы Республики Коми от 18 июня 2007 г.
- Звание «Почетный финансист Республики Коми» —12 января 2011 г.